# Georges Rodenbach
Georges Rodenbach (Tournai, 16 de julho de 1855 – Paris, 25 de dezembro de 1898) foi um escritor belga de língua francesa.
Inserido no simbolismo, descreveu o ambiente da sua região natal. Da sua vasta produção há a destacar o romance Bruges-la-Morte (1892) e a colecção de poemas La Règne du Silence (1891).

## Obras

### Poesia
- La Jeunesse Blanche, 1886;

### Romance
- Bruges-la-Morte, 1892

### Teatro
- Le voile, 1894

### Conto
- Musée de Béguines, 1894

### Crónicas e crítica literária
- Jornal Le Figaro